# Dafnier
Dafnier (Cladocera) er små gennemsigtige krebsdyr. De har 4-6 par ben, der benyttes til fødeoptagelse. De bevæger sig med det andet af to par følehorn. I Danmark findes omkring 100 forskellige arter af dafnier, de største arter er 15 mm. De fleste arter lever i ferskvand som søer, damme, grøfter og gadekær, hvor de kan være til stede i meget store mængder. Dafnier anvendes ofte som foder til akvariefisk.

## Levevis
De fleste arter lever af planteplankton og detritus, men nogle få er rovdyr og lever af andre dafnier og vandlopper.
Dafniens foretrukne føde er netop de grønalger, der skaber den uklarhed i vandet, som forhindrer højere planter i at udnytte sollyset. En ferskvandsbiotop, hvor der er mange dafnier, får derfor klart vand og megen rankegrøde. Det giver på sin side en langsigtet omsætning af de gødningsstoffer, som ellers giver grundlag for algevækst.
Omvendt betyder skidtfisk som skalle, at dafniebestanden holdes nede. Det giver algeplankton frit spil. Biotopen kommer ind i et kortsluttet kredsløb, hvor mangel på dafnier giver mange alger... giver mange rådnende alger... giver dårlige iltforhold... giver få højere planter... giver mere næring til alger osv. Derfor kan en ferskvandsbiotop bringes i en bedre tilstand ved at skidtfiskene fjernes, f.eks. ved elektrofiskeri.